# Megan Follows
Megan Elizabeth Laura Diana Follows, známá jen jako Megan Follows, (* 14. března 1968, Toronto, Ontario, Kanada) je kanadská filmová herečka. Proslavila se především rolí v kanadském TV filmu Anna ze Zelených vršků (1985) a později v seriálu Království jako královna Kateřina Medicejská.

## Život

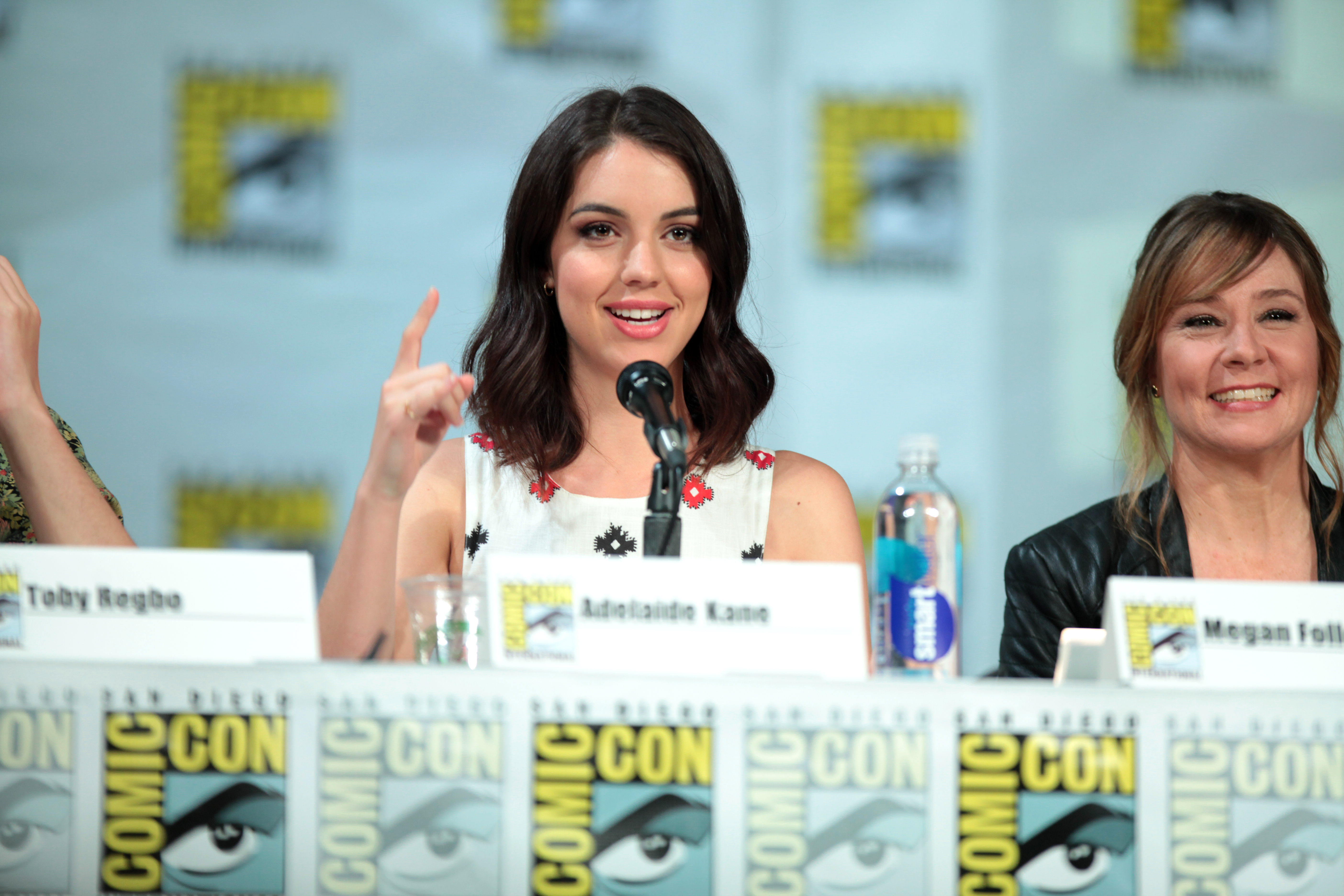
Adelaide Kane (vlevo) a Megan na konferenci seriálu Království

Megan Follows se narodila v Torontu v Ontariu jako nejmladší ze čtyř dětí z herecké rodině. Její otec je kanadský divadelní herec a režisér Ted Follows, zatímco její matka je kanadská herečka Dawn Greenhalgh. Její rodiče se rozvedli, když byla Megan ještě dítě. Její starší sestra Edwina se stala spisovatelkou, zatímco její druhá sestra a bratr se stali, stejně jako ona, herci. Právě její druhá sestra-herečka je manželka herce Seana O'Bryana.

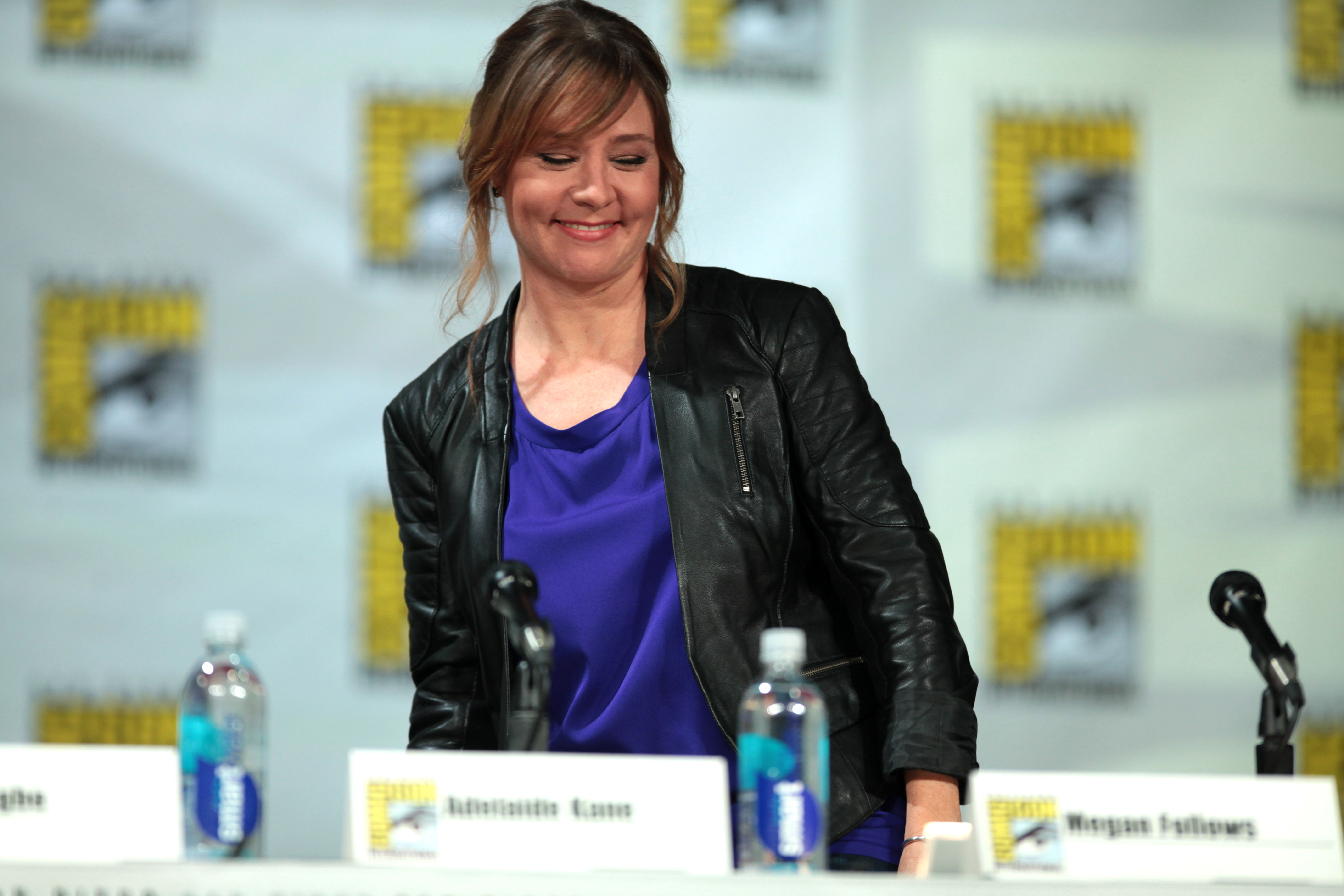

V roce 1991 se Megan vdala za fotografa Christophera Portera, se kterým se poznala při natáčení Deep Sleep. Pár se ale o pět let později, v roce 1996, rozvedl. Mají spolu dvě děti: Lylu Anne Porter (* 1991) a Russella Portera (* 1994).
Megan se proslavila i svojí humanitární prací. Byla mluvčí humanitární organizace World Vision Canada. Cestovala do Rwandy a Tanzanie. Také se v roce 2005 účastnila koncertu na pomoc lidem po zemětřesení v Indickém oceánu v roce 2004. V roce 2007 cestovala po Kambodži s režisérem Heatherem Connellem, kde natáčeli dokumenty o životu kambodžských děti, plného tvrdé práce, chudoby a hladu.
Megan střídavě žije v Los Angeles i v Torontu. Některé zdroje uvádějí, že se provdala za Stuarta Hughese, sama se o tom ale oficiálně nezmiňuje.

## Kariéra
Její první zkušenost s herectvím přišla v 9 letech, když si zahrála v reklamě pro Bell Canada. Později se objevila jako vedlejší postava v několika krátkých filmech. Její první větší role přišla v roce 1985 a jednalo se o roli ve snímku Anna ze Zelených vršků. Později ještě bylo natočeno pokračování, to ale nebylo příliš úspěšné. Objevila se i ve třetím a čtvrtém pokračování. V následujících letech vystupovala v americké televizi především v krátkých scénách.
Od roku 1991 bylo její jméno Megan Porter a tak se objevovala i v titulcích filmů. Po rozvodu se opět nechala přejmenovat na Megan Follows. Po roce 2000 se začala objevovat i na divadelních pódiích, přesto si v mnoha hrách nezahrála. V jednom z představení si ale zahrála se svojí matkou Dawn i sestrou Samanthou. V roce 2003 si zahrála vedlejší postavu v jedné epizodě TV seriálu Odložené případy. V roce 2004 jsme ji mohli vidět i v jedné epizodě Dr. House. Dlouhou dobu pak hrála spíše vedlejší a nevýznamné role, až v roce 2007 získala možnost hlavní role ve snímku Snídaně se Scottem, což je kanadská romantická komedie.
Od roku 2012 již v divadle příliš nehraje, téměř vůbec. Asi největší role jejího života přišla v roce 2013, kdy získala roli v novém seriálu CW s názvem Království, kde má hrát jednu z hlavních rolí: Kateřinu Medicejskou, matku Františka II.

## Filmografie

### Film
| Rok  | Název                     | Role              | Poznámky |
| ---- | ------------------------- | ----------------- | -------- |
| 1980 | Clare's Wish              |                   |          |
| 1981 | The Olden Days Coat       | Sal               |          |
| 1982 | Jen's Place               | Jennifer          |          |
| 1983 | Boys and Girls            | Margaret          |          |
| 1985 | Stříbrná kulka            | Jane Coslaw       |          |
| 1988 | Time of Destiny           | Irene             |          |
| 1989 | Exposed                   |                   |          |
| 1989 | Termini Station           | Micheline Dushane |          |
| 1990 | Deep Sleep                | Shelley           |          |
| 1990 | Louskáček                 | Clara (hlas)      |          |
| 1993 | When Pigs Fly             | Kathleen          |          |
| 1998 | Reluctant Angel           | Lisa / Cheryl     |          |
| 2002 | Nezvěstná Molly           | Kate              | Video    |
| 2003 | Vidláci v Rusku           | Lena              |          |
| 2004 | Christmas Child           | Meg Davenport     |          |
| 2007 | Snídaně se Scotem         | Barbara Warren    |          |
| 2010 | Pooka                     | Rosey             |          |
| 2012 | Where Are the Dolls       | Elizabeth         |          |
| 2012 | Flight of the Butterflies | vypravěč          |          |
| 2013 | Bar None                  | Tess Lavoir       |          |
| 2014 | Hard Drive                | Barbara           |          |
| 2019 | Lie Exposed               | Diane             |          |

### Televize
| Rok       | Název                                                           | Role                                  | Poznámky                                      |
| --------- | --------------------------------------------------------------- | ------------------------------------- | --------------------------------------------- |
| 1978–1979 | Gift To Lat                                                     |                                       | neuvedena v titulcích                         |
| 1979–1980 | Matt and Jenny                                                  | Jenny Tanner                          | 26 dílů                                       |
| 1980      | The Mating Season                                               | Laura McLain                          | TV film                                       |
| 1980–1981 | Baxters                                                         | Lucy Baxter                           |                                               |
| 1981      | Littlest Hobo                                                   | Rose                                  | díl: „Hidden Room“                            |
| 1982      | Littlest Hobo                                                   | Marti Kendall                         | díl: „The Spirit of Thunder Rock: Partes 1-3“ |
| 1982      | The Facts of Life                                               | Terry Largo                           | díl: „Jo's Cousin“                            |
| 1982      | Hangin' In                                                      | Cassie                                | 2 díly                                        |
| 1984      | Domestic Life                                                   | Didi Crane                            | 10 dílů                                       |
| 1984      | Hokejová noc                                                    | Cathy Yarrow                          | TV film                                       |
| 1985      | Anna ze Zelených vršků                                          | Anne Shirley                          | TV film                                       |
| 1986      | Shattered If Your Kid's on Drugs                                | Kim Wilson                            | TV film                                       |
| 1986      | Sin of Innocence                                                | Jenny Colleran                        | TV film                                       |
| 1986      | Comedy Factory                                                  | Tina Jackson                          | díl: „The Faculty“                            |
| 1987      | American Playhouse                                              | Anna Mae Morgan                       | díl: „Stacking“                               |
| 1987      | Anna ze Zelených vršků: Další osudy                             | Anne Shirley                          | TV film                                       |
| 1987      | ABC Afterschool Special                                         | Dana Sherman                          | díl: „Seasonal Differences“                   |
| 1988      | Kdo seje vítr                                                   | Rachel Brown                          | TV film                                       |
| 1989      | Champagne Charlie                                               | Louise Heidsick                       | TV film                                       |
| 1989      | Divadlo Raye Bradburyho                                         | Aimee                                 | díl: „The Dwarf“                              |
| 1990      | Back to Hannibal: The Return of Tom Sawyer and Huckleberry Finn | Becky                                 | TV film                                       |
| 1991      | The Chase                                                       | Gloria Whipple                        | TV film                                       |
| 1991      | Únos Peggy Ann                                                  | Peggy Ann Bradnick                    | TV film                                       |
| 1993      | Romeo & Juliet                                                  | Juliet                                | TV film                                       |
| 1993      | The Hidden Room                                                 | Deanna Matthews                       | díl: „Happily Ever After“                     |
| 1993–1994 | Second Chances                                                  | Kate Benedict                         | 6 dílů                                        |
| 1995      | Krajní meze                                                     | Karen Ross                            | díl: „Volba“                                  |
| 1995      | To je vražda, napsala                                           | Lila Nolan                            | díl: „Home Care“                              |
| 1986      | Ve stínu piána                                                  | Rosetta Basilio                       | TV film                                       |
| 1997      | Major Crime                                                     | Joanie Wells                          |                                               |
| 1999      | Vlkodlak Tommy                                                  | Violet Thorne                         | díl: „Interview with a Werewolf“              |
| 2000      | Anne of Green Gables: The Continuing Story                      | Anne Shirley Blythe                   |                                               |
| 2000      | Zákon a pořádek                                                 | Megan Parnell                         | díl: „Endurance“                              |
| 2000      | Made in Canada                                                  | Adele of Beaver Creek / Mandy Forward | díl: „Beaver Creek - The Movie“               |
| 2000      | Uprchlík                                                        | Paula Bennett                         | díl: „Miles to Go“                            |
| 2000      | The Family Law                                                  | Nancy Quinn                           | díl: „Generations“                            |
| 2001      | Pohotovost                                                      | Christy Larkin                        | díl: „A Walk in the Woods“                    |
| 2001      | Akta X                                                          | Kath McCready                         | díl: „Per Manum“                              |
| 2001      | Policejní divize                                                | učitelka vědy                         | díl: „Zločiny z vášně“                        |
| 2001      | Mentors                                                         | Annie Oakley                          | díl: „Anything You Can Do“                    |
| 2002      | That's Life                                                     | Stella                                | díl: „Gutterball“                             |
| 2002      | The Stork Derby                                                 | Kate Harrington                       | TV film                                       |
| 2002      | Křižovatky medicíny                                             | Dany doktorka                         | 3 díly                                        |
| 2002      | Live to Air                                                     | Narradora                             | TV film                                       |
| 2003      | Situace: Ohrožení                                               | Denise                                | díl: „Veteran's Day“                          |
| 2004      | Kriminálka Las Vegas                                            | Beth Darian                           | díl: „Prostoupený zlem“                       |
| 2004      | Píseň prérie                                                    | Ella Guthrie                          | TV film                                       |
| 2004      | Co provedla Katy                                                | Cousin Helen                          | TV film                                       |
| 2004      | Dětská srdce                                                    | Sherry Cardinal                       | TV film                                       |
| 2005      | Kriminálka Miami                                                | Chloe Grand                           | díl: „Dům na pláži“                           |
| 2005      | Robson Arms                                                     | Janice Keneally                       | 4 díly                                        |
| 2005      | Shania                                                          | Sharon Twain                          | TV film                                       |
| 2005      | Odložené případy                                                | Maura                                 | díl: „Perfektní den“                          |
| 2006      | Drzá Jordan                                                     | Beth                                  | díl: „Etický kodex“                           |
| 2006      | Booky Makes Her Mark                                            | Francie Thomson                       | TV film                                       |
| 2006      | Great Polar Bear Adventure                                      | vypravěč / Cassie (hlas)              | TV film                                       |
| 2007      | Royal Canadian Air Force                                        |                                       | díl: „15.9“                                   |
| 2007      | Booky and the Secret Santa                                      | Francie Thomson                       | TV film                                       |
| 2008      | Hranice                                                         | Moira Davis                           | díl: „Good Intentions“                        |
| 2009      | Booky Makes Her Mark                                            | Francie Thomson                       | TV film                                       |
| 2009      | Anatomie lži                                                    | Lorraine Burch                        | díl: „Příběh utajeného násilí“                |
| 2009      | Bratři a sestry                                                 | Maggie Stephens                       | díl: „Nezvěstný“                              |
| 2009      | Raising the Bar                                                 | Reanne Chrisman                       | díl: „No Child's Left Behindô                 |
| 2009–2017 | Ranč Heartland                                                  | Lily Borden                           | 4 díly                                        |
| 2011      | Dr. House                                                       | Jennifer Williams                     | díl: „Změny“                                  |
| 2012      | Na věky věků                                                    | Maud                                  | mini-seriál, 3 díly                           |
| 2012      | Drsný šerif                                                     | Alice Stewart                         | díl: „Zatracená smůla“                        |
| 2014      | Doylův okrsek                                                   | Warden Barton                         | díl: „Dirty Deeds“                            |
| 2015      | Pirate's Passage                                                | Meg O'Leary (hlas)                    | TV film                                       |
| 2013–2017 | Království                                                      | Kateřina Medicejská                   | hlavní role, 78 dílů                          |
| 2017      | Případ detektiva Murdocha                                       | Megan Byrne                           | díl: „Home for the Holidays“                  |
| 2018      | Wynonna Earp                                                    | Michelle Gibson                       | 6 dílů                                        |
| 2020      | October Faction                                                 | Edith Mooreland                       | 8 dílů                                        |